# سيف (اسم)
سيف هو اسم علم مذكر من أصل عربي، ومعناه هو السلاح الأبيض المعروف، وله معانٍ أخرى ليست المقصودة في التسمية، ويدل الاسم عند العرب على القوة.

## الأصل اللغوي
اسم سيف عربي الأصل، مأخوذ من الجذر (س-ي-ف)، ويعني السلاح الأبيض الحاد، أي السيف المعروف. يدل على القطع والقوة، ويُستخدم كرمز للشجاعة في التراث العربي.

## شخصيات تحمل الاسم
• سيف فهد سعدي القرشي (أبو الجود الكريم)  
- سيف الإسلام القذافي (25 يونيو 1972 – )
- سيف الإسلام خطاب (مجاهد في سبيل الله، 14 أبريل 1969 – 20 مارس 2002)
- سيف الدولة الحمداني (مؤسس إمارة حلب، 22 يونيو 916 – 9 فبراير 967)
- سيف الدين خاوي (لاعب كرة قدم تونسي-فرنسي، 27 أبريل 1995[3] – )
- سيف الدين قطز (رابع السلاطين المماليك، القرن 13 – 24 أكتوبر 1260)
- سيف العرب القذافي (سياسي ليبي، 21 يوليو 1982 – 30 أبريل 2011)
- سيف سعيد شاهين (منافِس أوليمبي قطري، 15 أكتوبر 1982 – )
- سيف علي خان (16 أغسطس 1970 – )
- سيف فيرغوسن (5 أغسطس 1947 – )
- سيف ينسن (سياسية نرويجية، 1 يونيو 1969[4] – )

## وصلات خارجية
- موسوعة السلطان قابوس لأسماء العرب نسخة محفوظة 5 أبريل 2019 على موقع واي باك مشين.